# Gara din Schaerbeek

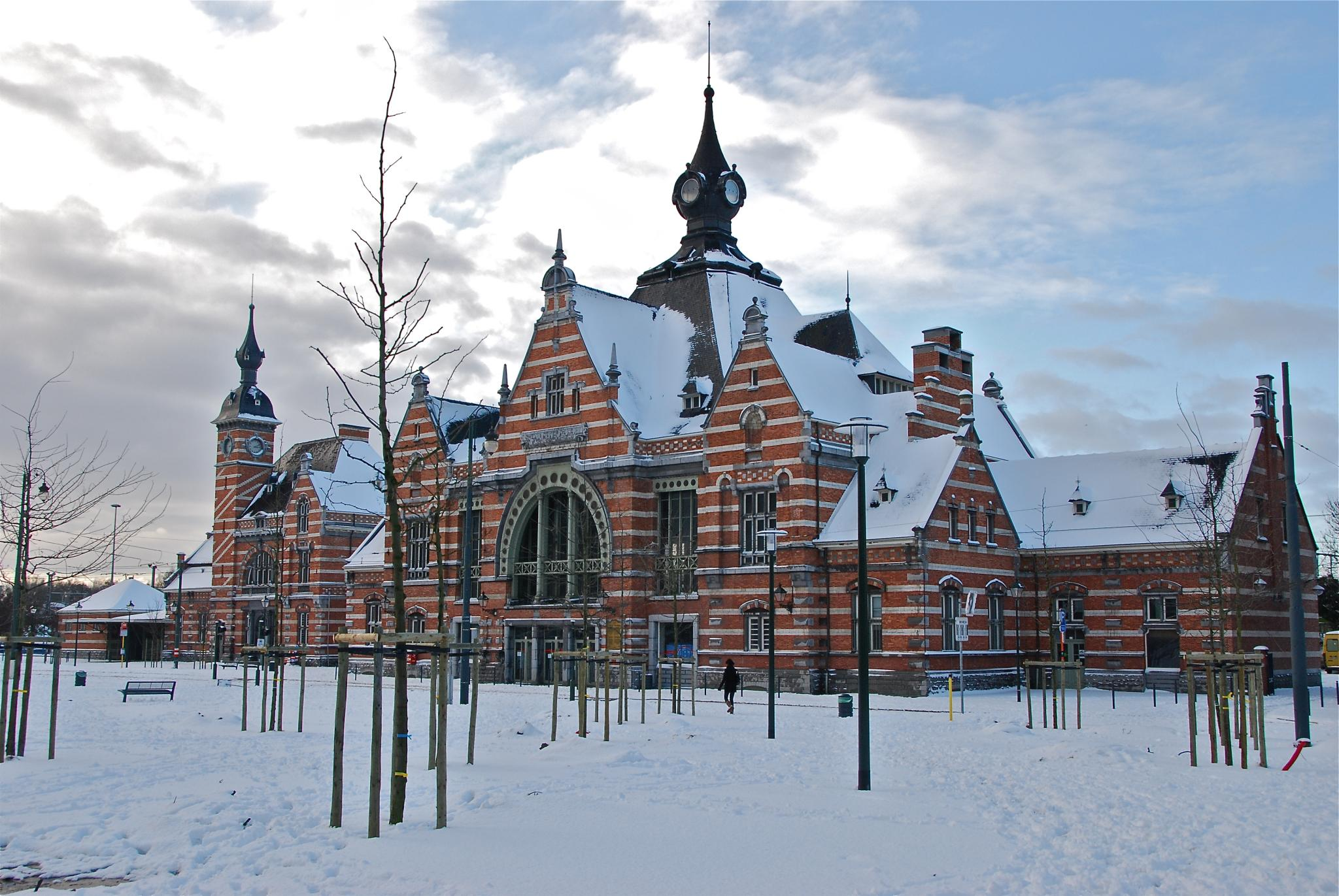
Gara din Schaerbeek

Gara din Schaerbeek (în franceză Gare de Schaerbeek, în neerlandeză Station Schaarbeek) este o gară situată în municipalitatea Schaerbeek, localizată în partea de nord-est a orașului Bruxelles. A fost proiectată în stil neo-renascentist de către arhitectul Franz Seulen și construită în două faze: partea stângă în 1890 și partea stângă (principală) în anul 1913. Clădirea a fost declarată monument în 1994 și fațadele au fost restaurate.
1. ↑   https://cdn.belgiantrain.be/-/media/files/pdf/train-s/map-train-s-bruxelles-fr-2022.ashx?la=fr?v=6b2be0e6ba7641cf9308358049201a5e&hash=1B589C34A5E246D4C5771D1F3712C5847C66F70B Lipsește sau este vid: |title= (ajutor)